# Aleksandr Alibegovich Chibirov
Aleksandr Alibegovich Chibirov (tiếng Nga: Александр Алибегович Чибиров; sinh ngày 28 tháng 2 năm 1992 ở Moskva) là một hậu vệ bóng đá người Nga. Anh thi đấu cho FC Tekstilshchik Ivanovo.

## Sự nghiệp câu lạc bộ
Anh có màn ra mắt tại Russian Second Division cho FC Kolomna vào ngày 18 tháng 7 năm 2013 trong trận đấu với FC Znamya Truda Orekhovo-Zuyevo.
Anh ra mắt tại Giải bóng đá ngoại hạng Nga vào ngày 21 tháng 3 năm 2015 cho F.K. Arsenal Tula trong trận đấu với P.F.K. CSKA Moskva.